# 昭和 (知立市)
昭和（しょうわ）は、愛知県知立市の地名。

## 地理
知立市南東部に位置する。東・南・北は牛田町、西は南陽・八ツ田町に接する。

## 歴史

### 人口の変遷
国勢調査による人口および世帯数の推移。
| 1995年（平成7年）  | 2631世帯 6878人 |  |
| 2000年（平成12年） | 2636世帯 6487人 |  |
| 2005年（平成17年） | 2694世帯 6371人 |  |
| 2010年（平成22年） | 2976世帯 6599人 |  |
| 2015年（平成27年） | 2683世帯 6199人 |  |
| 2020年（令和2年）  | 2776世帯 6245人 |  |

### 沿革
- 1967年（昭和42年） - 知立町牛田・八ツ田の各一部により、同町昭和が成立[2]。
- 1970年（昭和45年） - 知立市昭和となる[2]。

## 交通
- 名鉄名古屋本線[1]

## 施設
- 知立団地[1]
- 中央公園[1]
- 昭和終末処理場[1]
- 知立市立知立東小学校[1]
- 昭和児童センター[1]
- 昭和老人憩の家[1]
- 昭和グラウンド[1]
- 昭和テニスコート[1]
- 安城警察署昭和交番[1]
- 団地内郵便局[1]
- 中京銀行知立団地支店[1]
- 知立団地名店街[1]

### WEB
1. ↑  “愛知県知立市の町丁・字一覧”.   人口統計ラボ. 2024年1月22日閲覧。
2. 1 2  総務省統計局 (2022年2月10日). “令和2年国勢調査の調査結果(e-Stat) - 男女別人口，外国人人口及び世帯数－町丁・字等” (CSV). 2023年8月2日閲覧。
3. ↑  “愛知県知立市の郵便番号一覧”.   日本郵便. 2024年2月11日閲覧。
4. ↑  “市外局番の一覧” (PDF).   総務省 (2022年3月1日). 2022年3月22日閲覧。
5. ↑  “ナンバープレートについて”.   一般社団法人愛知県自動車会議所. 2024年1月21日閲覧。
6. ↑  総務省統計局 (2014年3月28日). “平成7年国勢調査の調査結果(e-Stat) - 男女別人口及び世帯数 －町丁・字等” (CSV). 2021年7月20日閲覧。
7. ↑  総務省統計局 (2014年5月30日). “平成12年国勢調査の調査結果(e-Stat) - 男女別人口及び世帯数 －町丁・字等” (CSV). 2021年7月20日閲覧。
8. ↑  総務省統計局 (2014年6月27日). “平成17年国勢調査の調査結果(e-Stat) - 男女別人口及び世帯数 －町丁・字等” (CSV). 2021年7月21日閲覧。
9. ↑  総務省統計局 (2012年1月20日). “平成22年国勢調査の調査結果(e-Stat) - 男女別人口及び世帯数 －町丁・字等” (CSV). 2021年7月21日閲覧。
10. ↑  総務省統計局 (2017年1月27日). “平成27年国勢調査の調査結果(e-Stat) - 男女別人口及び世帯数 －町丁・字等” (CSV). 2021年7月21日閲覧。

### 書籍
1. 1 2 3 4 5 6 7 8 9 10 11 12 13 14 15  「角川日本地名大辞典」編纂委員会 1989, p. 1719.
2. 1 2  「角川日本地名大辞典」編纂委員会 1989, p. 694.